# Ronde van Frankrijk 2018/Startlijst
Dit artikel beschrijft de startlijst van de 105e Ronde van Frankrijk die op zaterdag 7 juli 2018 van start ging in Noirmoutier-en-l'Île (Vendée) en na 21 etappes eindigde op zondag 29 juli 2018 in Parijs. In totaal namen er 22 ploegen aan de rittenkoers deel die elk met acht renners van start gingen, wat het totaal aantal deelnemers op 176 bracht.

## Overzicht

### Team Sky
| rugnummer | renner               | prestaties deze ronde                    | opmerkingen                   | eindklassering |
| --------- | -------------------- | ---------------------------------------- | ----------------------------- | -------------- |
| 1         | Chris Froome         |                                          |                               | Brons          |
| 2         | Egan Bernal          |                                          |                               | 15e            |
| 3         | Jonathan Castroviejo |                                          |                               | 70e            |
| 4         | Michał Kwiatkowski   |                                          |                               | 49e            |
| 5         | Gianni Moscon        |                                          | Uit koers gezet na 15e etappe | DNF            |
| 6         | Wout Poels           |                                          |                               | 58e            |
| 7         | Luke Rowe            |                                          |                               | 128e           |
| 8         | Geraint Thomas       | Winnaar 11e en 12e etappe 11e-21e etappe |                               | Goud           |

### EF Education First-Drapac
| rugnummer | renner          | prestaties deze ronde | opmerkingen                | eindklassering |
| --------- | --------------- | --------------------- | -------------------------- | -------------- |
| 11        | Rigoberto Urán  |                       | Niet gestart in 12e etappe | DNF            |
| 12        | Simon Clarke    |                       |                            | 100e           |
| 13        | Lawson Craddock |                       |                            | 145e           |
| 14        | Daniel Martínez |                       |                            | 36e            |
| 15        | Taylor Phinney  |                       |                            | 136e           |
| 16        | Pierre Rolland  |                       |                            | 27e            |
| 17        | Tom Scully      |                       |                            | 129e           |
| 18        | Sep Vanmarcke   |                       |                            | 115e           |

### AG2R La Mondiale
| rugnummer | renner            | prestaties deze ronde | opmerkingen                | eindklassering |
| --------- | ----------------- | --------------------- | -------------------------- | -------------- |
| 21        | Romain Bardet     |                       |                            | 6e             |
| 22        | Silvan Dillier    |                       |                            | 83e            |
| 23        | Axel Domont       |                       | Opgave in 4e etappe        | DNF            |
| 24        | Mathias Frank     |                       |                            | 55e            |
| 25        | Tony Gallopin     |                       | Opgave in 12e etappe       | DNF            |
| 26        | Pierre Latour     | 10e-21e etappe        |                            | 13e            |
| 27        | Oliver Naesen     |                       |                            | 66e            |
| 28        | Alexis Vuillermoz |                       | Niet gestart in 10e etappe | DNF            |

### Team Sunweb
| rugnummer | renner               | prestaties deze ronde | opmerkingen               | eindklassering |
| --------- | -------------------- | --------------------- | ------------------------- | -------------- |
| 31        | Michael Matthews     |                       | Niet gestart in 5e etappe | DNF            |
| 32        | Tom Dumoulin         | Winnaar 20e etappe    |                           | Zilver         |
| 33        | Nikias Arndt         |                       |                           | 67e            |
| 34        | Simon Geschke        |                       |                           | 25e            |
| 35        | Chad Haga            |                       |                           | 72e            |
| 36        | Søren Kragh Andersen | 3e-9e etappe          |                           | 52e            |
| 37        | Laurens ten Dam      |                       |                           | 51e            |
| 38        | Edward Theuns        |                       |                           | 88e            |

### Team Fortuneo-Samsic
| rugnummer | renner         | prestaties deze ronde | opmerkingen | eindklassering |
| --------- | -------------- | --------------------- | ----------- | -------------- |
| 41        | Warren Barguil |                       |             | 17e            |
| 42        | Maxime Bouet   |                       |             | 42e            |
| 43        | Élie Gesbert   |                       |             | 86e            |
| 44        | Romain Hardy   |                       |             | 105e           |
| 45        | Kévin Ledanois | 1e etappe             |             | 96e            |
| 46        | Amaël Moinard  |                       |             | 48e            |
| 47        | Laurent Pichon | 7e etappe             |             | 98e            |
| 48        | Florian Vachon |                       |             | 99e            |

### Bahrain-Merida
| rugnummer | renner             | prestaties deze ronde | opmerkingen                | eindklassering |
| --------- | ------------------ | --------------------- | -------------------------- | -------------- |
| 51        | Vincenzo Nibali    |                       | Niet gestart in 13e etappe | DNF            |
| 52        | Sonny Colbrelli    |                       |                            | 109e           |
| 53        | Heinrich Haussler  |                       |                            | 125e           |
| 54        | Gorka Izagirre     |                       |                            | 24e            |
| 55        | Jon Izagirre       |                       |                            | 22e            |
| 56        | Kristjan Koren     |                       |                            | 102e           |
| 57        | Franco Pellizotti  |                       |                            | 60e            |
| 58        | Domenico Pozzovivo |                       |                            | 18e            |
|           | Team               | 16e etappe            |                            |                |

### Mitchelton-Scott
| rugnummer | renner          | prestaties deze ronde | opmerkingen                | eindklassering |
| --------- | --------------- | --------------------- | -------------------------- | -------------- |
| 61        | Adam Yates      |                       |                            | 29e            |
| 62        | Jack Bauer      |                       |                            | 121e           |
| 63        | Luke Durbridge  | 18e etappe            |                            | 118e           |
| 64        | Mathew Hayman   |                       |                            | 108e           |
| 65        | Michael Hepburn |                       |                            | 117e           |
| 66        | Damien Howson   |                       | Niet gestart in 16e etappe | DNF            |
| 67        | Daryl Impey     |                       |                            | 46e            |
| 68        | Mikel Nieve     |                       |                            | 23e            |

### Movistar Team
| rugnummer | renner             | prestaties deze ronde          | opmerkingen         | eindklassering |
| --------- | ------------------ | ------------------------------ | ------------------- | -------------- |
| 71        | Nairo Quintana     | Winnaar 17e etappe             |                     | 10e            |
| 72        | Andrey Amador      |                                |                     | 50e            |
| 73        | Daniele Bennati    |                                |                     | 104e           |
| 74        | Imanol Erviti      |                                |                     | 77e            |
| 75        | Mikel Landa        | 19e etappe                     |                     | 7e             |
| 76        | José Joaquín Rojas |                                | Opgave in 9e etappe | DNF            |
| 77        | Marc Soler         |                                |                     | 62e            |
| 78        | Alejandro Valverde | 11e etappe                     |                     | 14e            |
|           | Team               | 10e-15e etappe, 17e-21e etappe |                     |                |

### BMC Racing Team
| rugnummer | renner             | prestaties deze ronde    | opmerkingen                | eindklassering |
| --------- | ------------------ | ------------------------ | -------------------------- | -------------- |
| 81        | Richie Porte       |                          | Opgave in 9e etappe        | DNF            |
| 82        | Patrick Bevin      |                          | Niet gestart in 14e etappe | DNF            |
| 83        | Damiano Caruso     |                          |                            | 20e            |
| 84        | Simon Gerrans      |                          |                            | 107e           |
| 85        | Stefan Küng        |                          |                            | 53e            |
| 86        | Michael Schär      | 13e etappe               |                            | 90e            |
| 87        | Greg Van Avermaet  | 3e-10e etappe 10e etappe |                            | 28e            |
| 88        | Tejay van Garderen |                          |                            | 32e            |
|           | Team               | Winnaar 3e etappe        |                            |                |

### UAE Team Emirates
| rugnummer | renner             | prestaties deze ronde | opmerkingen | eindklassering |
| --------- | ------------------ | --------------------- | ----------- | -------------- |
| 91        | Daniel Martin      | Winnaar 6e etappe     |             | 8e             |
| 92        | Darwin Atapuma     |                       |             | 69e            |
| 93        | Kristijan Đurasek  |                       |             | 40e            |
| 94        | Roberto Ferrari    |                       |             | 138e           |
| 95        | Alexander Kristoff | Winnaar 21e etappe    |             | 114e           |
| 96        | Marco Marcato      |                       |             | 126e           |
| 97        | Rory Sutherland    |                       |             | 106e           |
| 98        | Oliviero Troia     |                       |             | 133e           |

### Quick-Step Floors
| rugnummer | renner              | prestaties deze ronde                                    | opmerkingen                | eindklassering |
| --------- | ------------------- | -------------------------------------------------------- | -------------------------- | -------------- |
| 101       | Julian Alaphilippe  | Winnaar 10e en 16e etappe 10e-21e etappe                 |                            | 33e            |
| 102       | Tim Declercq        |                                                          | Opgave in 16e etappe       | DNF            |
| 103       | Fernando Gaviria    | Winnaar 1e en 4e etappe 1e etappe 1e etappe 1e-2e etappe | Opgave in 12e etappe       | DNF            |
| 104       | Philippe Gilbert    | 16e etappe                                               | Niet gestart in 17e etappe | DNF            |
| 105       | Bob Jungels         |                                                          |                            | 11e            |
| 106       | Yves Lampaert       |                                                          |                            | 80e            |
| 107       | Maximiliano Richeze |                                                          |                            | 135e           |
| 108       | Niki Terpstra       |                                                          |                            | 119e           |
|           | Team                | 1e-9e etappe                                             |                            |                |

### BORA-hansgrohe
| rugnummer | renner            | prestaties deze ronde                                | opmerkingen | eindklassering |
| --------- | ----------------- | ---------------------------------------------------- | ----------- | -------------- |
| 111       | Peter Sagan       | Winnaar 2e, 5e en 13e etappe 2e etappe 2e-21e etappe |             | 71e            |
| 112       | Maciej Bodnar     |                                                      |             | 122e           |
| 113       | Marcus Burghardt  |                                                      |             | 92e            |
| 114       | Rafał Majka       | 15e etappe                                           |             | 19e            |
| 115       | Gregor Mühlberger |                                                      |             | 76e            |
| 116       | Daniel Oss        |                                                      |             | 112e           |
| 117       | Paweł Poljański   |                                                      |             | 94e            |
| 118       | Lukas Pöstlberger |                                                      |             | 132e           |

### Astana Pro Team
| rugnummer | renner            | prestaties deze ronde | opmerkingen                      | eindklassering |
| --------- | ----------------- | --------------------- | -------------------------------- | -------------- |
| 121       | Jakob Fuglsang    |                       |                                  | 12e            |
| 122       | Omar Fraile       | Winnaar 14e etappe    |                                  | 57e            |
| 123       | Dmitri Groezdev   |                       | Buiten tijdslimiet in 12e etappe | DNF            |
| 124       | Jesper Hansen     |                       |                                  | 56e            |
| 125       | Tanel Kangert     | 17e etappe            |                                  | 16e            |
| 126       | Magnus Cort       | Winnaar 15e etappe    |                                  | 68e            |
| 127       | Luis León Sánchez |                       | Opgave in 2e etappe              | DNF            |
| 128       | Michael Valgren   |                       |                                  | 44e            |

### Team Dimension Data
| rugnummer | renner                      | prestaties deze ronde | opmerkingen                      | eindklassering |
| --------- | --------------------------- | --------------------- | -------------------------------- | -------------- |
| 131       | Mark Cavendish              |                       | Buiten tijdslimiet in 11e etappe | DNF            |
| 132       | Edvald Boasson Hagen        |                       |                                  | 84e            |
| 133       | Reinardt Janse van Rensburg |                       |                                  | 110e           |
| 134       | Serge Pauwels               |                       | Niet gestart in 16e etappe       | DNF            |
| 135       | Mark Renshaw                |                       | Buiten tijdslimiet in 11e etappe | DNF            |
| 136       | Tom-Jelte Slagter           |                       |                                  | 59e            |
| 137       | Jay Thomson                 |                       |                                  | 143e           |
| 138       | Julien Vermote              |                       |                                  | 75e            |

### Team Katjoesja Alpecin
| rugnummer | renner             | prestaties deze ronde | opmerkingen                      | eindklassering |
| --------- | ------------------ | --------------------- | -------------------------------- | -------------- |
| 141       | Ilnoer Zakarin     |                       |                                  | 9e             |
| 142       | Ian Boswell        |                       |                                  | 79e            |
| 143       | Robert Kišerlovski |                       | Opgave in 5e etappe              | DNF            |
| 144       | Marcel Kittel      |                       | Buiten tijdslimiet in 11e etappe | DNF            |
| 145       | Pavel Kotsjetkov   |                       |                                  | 61e            |
| 146       | Tony Martin        |                       | Niet gestart in 9e etappe        | DNF            |
| 147       | Nils Politt        |                       |                                  | 87e            |
| 148       | Rick Zabel         |                       | Opgave in 12e etappe             | DNF            |

### Groupama-FDJ
| rugnummer | renner            | prestaties deze ronde | opmerkingen | eindklassering |
| --------- | ----------------- | --------------------- | ----------- | -------------- |
| 151       | Arnaud Démare     | Winnaar 18e etappe    |             | 141e           |
| 152       | David Gaudu       |                       |             | 34e            |
| 153       | Jacopo Guarnieri  |                       |             | 144e           |
| 154       | Olivier Le Gac    |                       |             | 127e           |
| 155       | Tobias Ludvigsson |                       |             | 74e            |
| 156       | Rudy Molard       |                       |             | 38e            |
| 157       | Ramon Sinkeldam   |                       |             | 134e           |
| 158       | Arthur Vichot     |                       |             | 41e            |

### Team LottoNL-Jumbo
| rugnummer | renner                | prestaties deze ronde   | opmerkingen          | eindklassering |
| --------- | --------------------- | ----------------------- | -------------------- | -------------- |
| 161       | Steven Kruijswijk     | 12e etappe              |                      | 5e             |
| 162       | Robert Gesink         |                         |                      | 31e            |
| 163       | Dylan Groenewegen     | Winnaar 7e en 8e etappe | Opgave in 12e etappe | DNF            |
| 164       | Amund Grøndahl Jansen |                         |                      | 139e           |
| 165       | Paul Martens          |                         |                      | 81e            |
| 166       | Primož Roglič         | Winnaar 19e etappe      |                      | 4e             |
| 167       | Timo Roosen           |                         |                      | 137e           |
| 168       | Antwan Tolhoek        |                         |                      | 37e            |

### Lotto Soudal
| rugnummer | renner            | prestaties deze ronde | opmerkingen                | eindklassering |
| --------- | ----------------- | --------------------- | -------------------------- | -------------- |
| 171       | André Greipel     |                       | Opgave in 12e etappe       | DNF            |
| 172       | Tiesj Benoot      |                       | Niet gestart in 5e etappe  | DNF            |
| 173       | Jasper De Buyst   |                       |                            | 142e           |
| 174       | Thomas De Gendt   |                       |                            | 65e            |
| 175       | Jens Keukeleire   |                       | Niet gestart in 10e etappe | DNF            |
| 176       | Tomasz Marczyński |                       |                            | 103e           |
| 177       | Marcel Sieberg    |                       | Opgave in 12e etappe       | DNF            |
| 178       | Jelle Vanendert   |                       | Opgave in 19e etappe       | DNF            |

### Direct Énergie
| rugnummer | renner           | prestaties deze ronde | opmerkingen                      | eindklassering |
| --------- | ---------------- | --------------------- | -------------------------------- | -------------- |
| 181       | Lilian Calmejane |                       |                                  | 30e            |
| 182       | Thomas Boudat    |                       |                                  | 89e            |
| 183       | Sylvain Chavanel | 2e etappe             |                                  | 39e            |
| 184       | Jérôme Cousin    | 4e etappe             |                                  | 93e            |
| 185       | Damien Gaudin    | 6e en 9e etappe       |                                  | 140e           |
| 186       | Fabien Grellier  | 8e etappe             |                                  | 120e           |
| 187       | Romain Sicard    |                       |                                  | 73e            |
| 188       | Rein Taaramäe    |                       | Buiten tijdslimiet in 12e etappe | DNF            |

### Trek-Segafredo
| rugnummer | renner         | prestaties deze ronde  | opmerkingen         | eindklassering |
| --------- | -------------- | ---------------------- | ------------------- | -------------- |
| 191       | Bauke Mollema  |                        |                     | 26e            |
| 192       | Julien Bernard |                        |                     | 35e            |
| 193       | Koen de Kort   |                        |                     | 78e            |
| 194       | John Degenkolb | Winnaar 9e etappe      |                     | 111e           |
| 195       | Michael Gogl   |                        |                     | 113e           |
| 196       | Tsgabu Grmay   |                        | Opgave in 2e etappe | DNF            |
| 197       | Toms Skujiņš   | 5e-9e etappe 5e etappe |                     | 82e            |
| 198       | Jasper Stuyven | 14e etappe             |                     | 63e            |

### Cofidis, Solutions Crédits
| rugnummer | renner             | prestaties deze ronde | opmerkingen | eindklassering |
| --------- | ------------------ | --------------------- | ----------- | -------------- |
| 201       | Christophe Laporte |                       |             | 124e           |
| 202       | Dimitri Claeys     |                       |             | 130e           |
| 203       | Nicolas Edet       |                       |             | 43e            |
| 204       | Jesús Herrada      |                       |             | 47e            |
| 205       | Daniel Navarro     |                       |             | 45e            |
| 206       | Anthony Perez      |                       |             | 85e            |
| 207       | Julien Simon       |                       |             | 101e           |
| 208       | Anthony Turgis     |                       |             | 116e           |

### Wanty-Groupe Gobert
| rugnummer | renner                   | prestaties deze ronde | opmerkingen | eindklassering |
| --------- | ------------------------ | --------------------- | ----------- | -------------- |
| 211       | Guillaume Martin         |                       |             | 21e            |
| 212       | Thomas Degand            |                       |             | 54e            |
| 213       | Timothy Dupont           |                       |             | 131e           |
| 214       | Marco Minnaard           |                       |             | 64e            |
| 215       | Yoann Offredo            | 1e etappe             |             | 91e            |
| 216       | Andrea Pasqualon         |                       |             | 95e            |
| 217       | Dion Smith               | 2e-4e etappe          |             | 97e            |
| 218       | Guillaume Van Keirsbulck |                       |             | 123e           |

## Deelnemers per land
| Deelnemers | Land                                                                                         |
| ---------- | -------------------------------------------------------------------------------------------- |
| 35         | Frankrijk                                                                                    |
| 19         | België                                                                                       |
| 14         | Nederland                                                                                    |
| 13         | Italië, Spanje                                                                               |
| 11         | Australië, Duitsland                                                                         |
| 6          | Colombia                                                                                     |
| 5          | Denemarken, Polen, Verenigd Koninkrijk, Verenigde Staten                                     |
| 4          | Nieuw-Zeeland, Zwitserland                                                                   |
| 3          | Noorwegen, Oostenrijk, Zuid-Afrika                                                           |
| 2          | Estland, Kroatië, Rusland, Slovenië                                                          |
| 1          | Argentinië, Costa Rica, Ethiopië, Ierland, Kazachstan, Letland, Luxemburg, Slowakije, Zweden |

1e etappe ·
2e etappe ·
3e etappe ·
4e etappe ·
5e etappe ·
6e etappe ·
7e etappe ·
8e etappe ·
9e etappe ·
10e etappe ·
11e etappe ·
12e etappe ·
13e etappe ·
14e etappe ·
15e etappe ·
16e etappe ·
17e etappe ·
18e etappe ·
19e etappe ·
20e etappe ·
21e etappe
Startlijst · Eindstanden · Afbeeldingen